# Sven Medvešek
Sven Medvešek (* 4. April 1965 in Zagreb) ist ein kroatischer Schauspieler und Synchronsprecher.

## Biografie
Medvešek wuchs in Zagreb auf. Er hat einen Bruder, den Schauspieler Rene Medvešek (* 1963).
Er absolvierte bis 1986 seine Schauspielausbildung. Seit 1987 steht er als Schauspieler vor der Kamera und wirkte bislang in mehr als 30 Film-und-Fernsehproduktionen mit, darunter auch in einigen deutschen Film-Produktionen wie Schimanski oder Max Schmeling. Er spielte auch in mehreren Werbespots mit, wie beispielsweise für Coca-Cola. Er ist außerdem in Kroatien ein gefragter Theaterschauspieler. Er trat unter anderem am Nationaltheater Zagreb oder am Gavella-Drama-Theater auf.
Medvešek ist seit den 1990er-Jahren als Synchronsprecher tätig. Er sprach Figuren in verschiedenen Animationsfilmen und Zeichentrickfilmen wie in Pokémon, Findet Nemo, Shrek, Bambi oder Homer Simpson in Die Simpsons – Der Film.
Medvešek war mit der Schauspielerin Natasa Dorčić (* 1968) verheiratet. Aus der Ehe gingen eine Tochter und zwei Söhne hervor, die Schauspieler Toma Medvešek (* 1997) und Tit-Emanuel Medvešek (* 2000). Aus der Beziehung mit einer Kostümbildnerin hat er eine weitere Tochter.
Neben seiner Muttersprache Kroatisch spricht er auch fließend Deutsch, Englisch, Französisch und Italienisch.

## Filmografie (Auswahl)
- 1987: Der Offizier mit der Rose (Oficir s ružom)
- 1990: Rosenkranz & Güldenstern (Rosencrantz and Guildenstern are Dead)
- 1996: Sedma kronika
- 1997: Mondo Bobo
- 1998: Schimanski: Muttertag
- 2001: Polagana predaja
- 2002: Prezimiti u Riju
- 2002: Potonulo groblje
- 2003: Infekcija
- 2006: Libertas
- 2007: Kradljivac uspomena
- 2010: The Show Must Go On
- 2010: Max Schmeling